# Duosporvogn
En duosporvogn, også kaldet tram-train, er en sporvogn, der kan køre på både sporvej og jernbane.
I sin nuværende form skabtes teknologien i Karlsruhe og den findes også i Kassel, Saarbrücken, Köln/Bonn, Zwickau og Nordhausen, alle i Tyskland, samt i Holland og New Jersey i USA. Duosporvogne kombinerer elementer fra traditionelle sporvogne med egenskaber fra letbane. Drift af sådanne net stiller særlige krav til sporvogne. De skal kunne klare forskellige typer af elektricitet og leve op til jernbanens krav til signalering og andre sikkerhedsspørgsmål. Nogle duosporvogne er også dieseldrevne.